# Toen ik je zag (film)
Toen ik je zag is een Nederlandse bioscoopfilm uit 2023, geregisseerd door Ben Verbong, die zelf ook het scenario schreef op basis van het gelijknamige autobiografische boek van Isa Hoes.

## Verhaal
De plot ontwikkelt zich rond een fictief echtpaar dat gebaseerd is op Hoes en haar vroegere echtgenoot Antonie Kamerling, die in 2010 zelfmoord pleegde. De zelfdoding en de omstandigheden die hiertoe zouden leiden staan dan ook centraal in de plot.

## Rolverdeling
| Acteur                          | Personage         | Gebaseerd op      |
| ------------------------------- | ----------------- | ----------------- |
| Noortje Herlaar                 | Esther            | Isa Hoes          |
| Egbert-Jan Weeber               | Bastiaan          | Antonie Kamerling |
| Matthijs van de Sande Bakhuyzen | Maurits           |                   |
| Helen Juurlink                  | Moeder van Esther |                   |
| Vincent Croiset                 | Alex              |                   |